# EqFP611
La eqFP611 è una proteina, espressa dall'anemone di mare Entacmaea quadricolor, che ha la proprietà di emettere una fluorescenza di colore rosso; è utilizzata come marker nel campo della biologia molecolare